# Alfred von Reumont

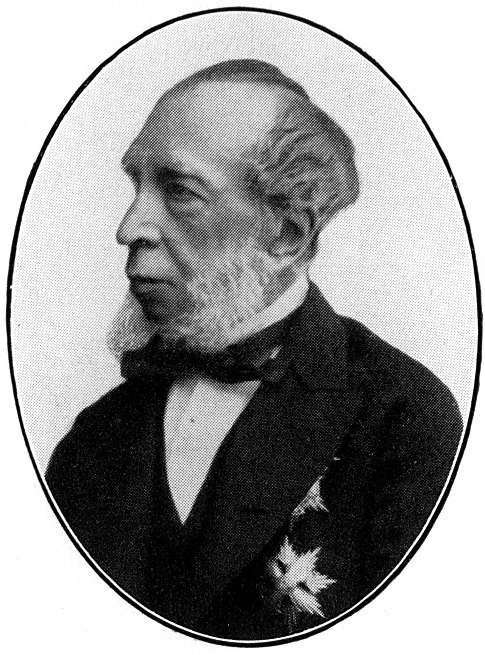
Alfred von Reumont.

Alfred von Reumont, född 15 augusti 1808 i Aachen, död där 27 april 1887, var en tysk historiker.
Reumont tillhörde en på 1700-talet från Belgien inflyttad familj, studerade enligt faderns önskan medicin i Bonn och Heidelberg, men tvingades efter dennes död (1828) avbryta universitetsstudierna och bli privatlärare hos en familj i Florens. Där blev han snart privatsekreterare åt preussiska sändebudet Friedrich von Martens, följde 1832 denne till hans nya post i Konstantinopel, blev 1833 privatsekreterare hos Martens efterträdare i Florens, greve Karl von Schaffgotsch, och promoverades samma år till filosofie doktor.
Reumont anställdes 1835 i preussisk diplomattjänst, attacherades omväxlande vid legationerna i Florens och Rom och förvaltade 1839-43 legationssekreterarsysslan i Rom. Till hans närmaste vänner från denna tid hörde Leopold von Ranke och den italienske patrioten greve Gino Capponi. Reumont hade i Berlin vunnit kronprins Fredrik Vilhelms gunst och fått i uppdrag att regelbundet tillställa denne relationer om nyheter på den italienska litteraturens och konstens områden.
Efter fyra års tjänstgöring i utrikesministeriet i Berlin, där han intog en bemärkt ställning i kungens närmaste omgivning, vistades Reumont under den oroliga våren och sommaren 1848 på tjänstledighet i Italien, utnämndes hösten samma år till legationsråd i Rom, bevistade i februari 1849 den romerska republikens utropande och var till april 1850 preussisk chargé d'affaires hos Pius IX under dennes vistelse i Gaeta och Neapel samt därefter i Rom till juli 1851. I november samma år blev Reumont chargé d'affaires och 1856 ministerresident i Florens. 
Reumont anlitades från 1857 långa tider som sällskap åt den sjuke Fredrik Vilhelm. Han hoppades 1860 bli utnämnd till preussiskt sändebud vid Vatikanen, men hans romersk-katolska trosbekännelse och andra omständigheter trädde hindrande emellan; han ställdes från januari 1861 i disposition och återvände därefter ej till diplomattjänsten. I stället ägnade han sig helt åt historisk forskning, bosatt 1868-78 i Bonn och därefter till sin död i Aachen.
Reumont behandlade i sina skrifter företrädesvis Italiens historia. Hans förnämsta verk är Beiträge zur italienischen Geschichte (sex band, 1853-57) och Geschichte der Stadt Rom (tre band, 1867-70). Vidare skrev han bland annat samtidsskildringen Römische Briefe von einem Florentiner (fyra band, 1840-44; om italiensk litteratur och konst, sociala och politiska förhållanden), Lorenzo de' Medici il magnifico (två band, 1874; andra upplagan 1883), Geschichte Toscanas seit dem ende des florentinischen Freistaats (två band, 1876-77), Biographische Denkblätter (1878) och en biografi över Gino Capponi (1880). De varmt hållna minnesbilderna från hans samvaro med Fredrik Vilhelm IV (Aus König Friedrich Wilhelms IV gesunden und kranken Tagen) utkom 1885, och 1886 utgav Reumont ännu en samling Charakterbilder aus der neueren Geschichte Italiens.
Reumont hade dessutom i tidskrifter och smärre arbeten strött omkring sig massor av uppsatser, mest om italienska ämnen; en bibliografi, av Hermann Hüffer, finns i "Annalen des Historischen Vereins für den Niederrhein" (häftet 77, 1904, där Hüffer även publicerat Reumonts Jugenderinnerungen och andra bidrag till hans biografi). Av Hüffer karakteriseras han som "ett den tyska andans och den tyska vetenskapens sändebud till italienska nationen, långt innan ett tyskt rike och kungariket Italien kunde bilda sig."